# 오이다촌 (니가타현)
오이다촌(大井田村)은 니가타현 나카우오누마군에 설치되었던 촌이다. 현재의 도카마치시에 해당한다.